# Hůrka (Libá)
Hůrka (německy Riehm či Riem) je vesnice, místní část obce Libá v okrese Cheb v Karlovarském kraji. V roce 2011 zde žilo v 31 domech 108 obyvatel.

## Geografie
Hůrka se nachází přibližně 2,5 kilometru jihovýchodně od Libé a dvanáct kilometrů severozápadně od Chebu v nadmořské výšce 525 metrů. Vesnicí protéká Lesní potok.

## Historie
Poprvé je Hůrka v historických textech zmiňována v roce 1370. 

## Obyvatelstvo
Při sčítání lidu v roce 1921 zde žilo 100 obyvatel, všichni německé národnosti a všichni se hlásili k římskokatolické církvi.
| Rok            | 1869 | 1880 | 1890 | 1900 | 1910 | 1921 | 1930 | 1950 | 1961 | 1970 | 1980 | 1991 | 2001 | 2011 | 2021 |
| -------------- | ---- | ---- | ---- | ---- | ---- | ---- | ---- | ---- | ---- | ---- | ---- | ---- | ---- | ---- | ---- |
| Počet obyvatel | 159  | 144  | 142  | 127  | 109  | 100  | 99   | 51   | 45   | 70   | 59   | 48   | 60   | 62   | 43   |
| Počet domů     | 17   | 18   | 18   | 18   | 18   | 18   | 18   | 17   | 11   | 19   | 18   | 19   | 19   | 19   | 18   |

| Rok            | 1869 | 1880 | 1890 | 1900 | 1910 | 1921 | 1930 | 1950 | 1961 | 1970 | 1980 | 1991 | 2001 | 2011 | 2021 |
| -------------- | ---- | ---- | ---- | ---- | ---- | ---- | ---- | ---- | ---- | ---- | ---- | ---- | ---- | ---- | ---- |
| Počet obyvatel | 541  | 572  | 496  | 449  | 401  | 383  | 355  | 127  | 108  | 124  | 102  | 87   | 103  | 108  | 103  |
| Počet domů     | 65   | 70   | 71   | 68   | 68   | 65   | 66   | 55   | 25   | 32   | 29   | 30   | 31   | 31   | 31   |

## Obecní správa
Při sčítání lidu v letech 1850–1950 Hůrka byla osadou obce Dubina v okrese Cheb, která byla po druhé světové válce opuštěna a později srovnána se zemí kvůli její lokaci v zakázaném pásmu. Od roku 1950 je částí obce Libá v okrese Cheb a součástí jejího katastru jsou zaniklé obce Dobrošov, Lužná (Sorkov) a Pomezná.

## Doprava
Do Hůrky vede silnice 21320/21321.

## Pamětihodnosti
- Smírčí kříž
- Hrad Pomezná